# Azorella burkartii
Azorella burkartii är en växtart i släktet Azorella och familjen flockblommiga växter. Den beskrevs först av Mildred Esther Mathias och Lincoln Constance och fick sitt nu gällande namn av G.M.Plunkett & A.N.Nicolas.
Arten är perenn och förekommer i södra Chile och södra Argentina.